# Ronald Koeman
Ronald Koeman (pronunciación: ˈroːnɑlt ˈkumɑn) (Zaandam, Holanda Septentrional, 21 de marzo de 1963) es un exfutbolista y entrenador neerlandés. En su etapa como jugador, destacó en la posición de defensa central y líbero, siendo considerado ampliamente como uno de los mejores en la historia del fútbol. Como entrenador, actualmente dirige a la selección de Países Bajos. 
Es reconocido por ser el defensa más goleador de la historia, con 253 goles en 535 partidos, si bien muchos de ellos fueron anotados como pivote, puesto que alternó en su carrera con el de defensa.
Como futbolista destacó jugando, especialmente, de líbero. Jugó en los tres grandes clubes neerlandeses: Ajax de Ámsterdam, PSV Eindhoven y Feyenoord de Róterdam; y en el F. C. Barcelona. En este último formó parte del equipo que consiguió la primera Copa de Europa de su historia gracias a un mítico gol del propio Koeman en la final del 20 de mayo de 1992, contra la Unione Calcio Sampdoria. Durante su estancia de seis años en Barcelona conquistaría, además, cuatro ligas, una Copa del Rey, tres supercopas de España y una supercopa de Europa. Sería también uno de los jugadores que contribuyó a que el PSV Eindhoven se coronara como campeón de Europa en la temporada 1987-88 en la tanda de penaltis, en cuya final lanzó el primer penalti contra el Sport Lisboa e Benfica.
Formó parte de la selección de fútbol de los Países Bajos que conseguiría proclamarse campeona de la Eurocopa 1988 en Alemania.

## Trayectoria como jugador

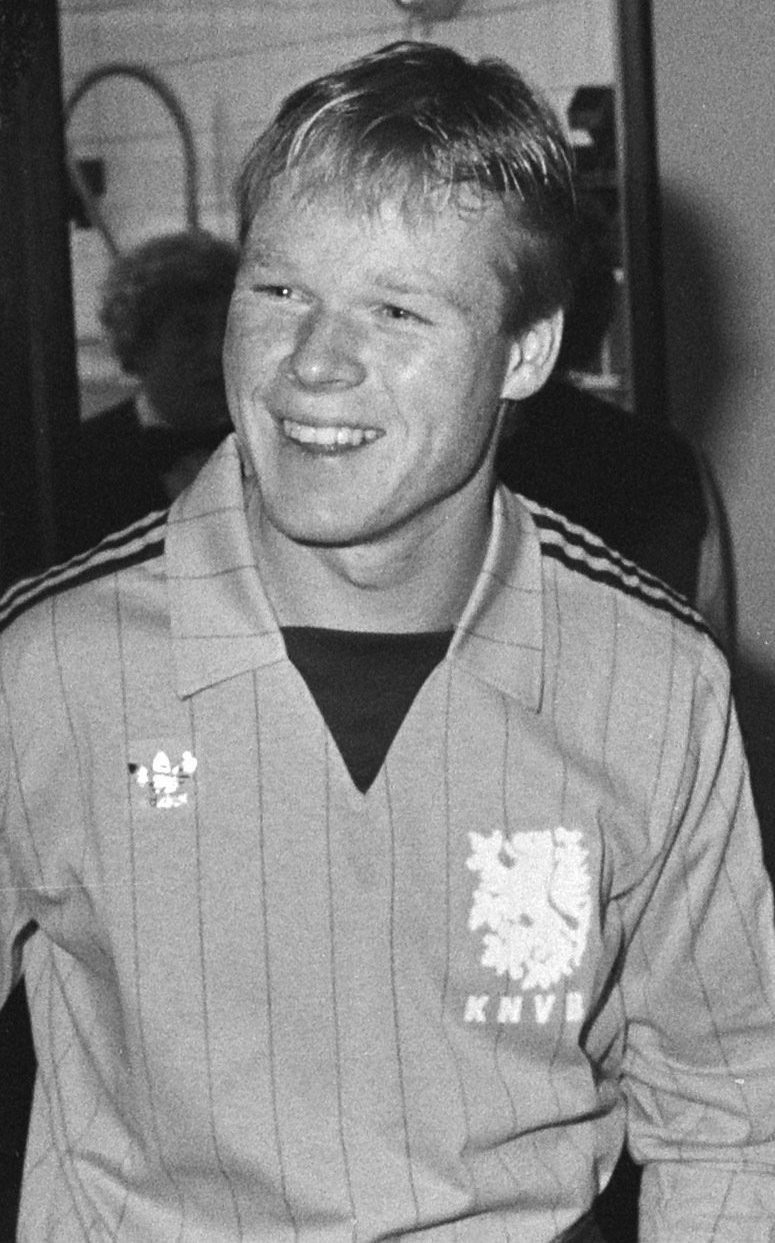
Koeman con la selección de Países Bajos.

Debutó como profesional en 1980 en el FC Groningen junto a su hermano, el también futbolista internacional Erwin Koeman. Posteriormente, fichó por el Ajax de Ámsterdam (1984-1986) y, más tarde, recaló en el PSV Eindhoven (1987-1989).
En el verano de 1989, acabó fichando por el F. C. Barcelona por 825 millones de pesetas, convirtiéndose así en el segundo fichaje más caro de la historia del club en aquella época (solo por detrás del fichaje de Diego Armando Maradona, jugador por el que el club pagó 1100 millones de pesetas).
En su segunda temporada como jugador culé sufrió una larga lesión. Durante su ausencia, Alexanko reforzó su presencia en el equipo que finalmente se proclamaría campeón, tras cinco ligas consecutivas ganadas por el conocido como «Real Madrid de La Quinta del Buitre» -entre 1986 y 1990-. Más tarde se convertiría en uno de los capitanes del equipo. Durante estos años como jugador blaugrana contribuyó decisivamente a que el club viviese una de las mejores épocas de su historia. Fue uno de los pilares del equipo entrenado por Johan Cruyff, que contaba con jugadores de la talla de José Mari Bakero, Andoni Zubizarreta, Hristo Stoichkov, Michael Laudrup o Romário. Este equipo, bautizado como "Dream Team" por la prensa española, conquistó cuatro ligas consecutivas -1991-1994- y además disputó dos finales de la Copa de Europa en el mismo periodo. En la primera de las finales en el mítico -y demolido en el año 2002- estadio de Wembley en Londres, se ganó el apodo de "héroe de Wembley" tras marcar el gol de la victoria en un lanzamiento de falta directa en la prórroga. En la segunda de las finales, disputada en Atenas, salieron derrotados ante el AC Milan.
El equipo también ganó la Copa del Rey de España en la temporada 1989-1990 y 3 Supercopas de España en 1991, 1992 y 1994.
Una vez finalizada su etapa como jugador del F. C. Barcelona, Koeman retornó a su país para jugar sus últimas dos temporadas como profesional en el Feyenoord de Róterdam.
Con la selección neerlandesa ganó la Eurocopa de 1988 y participó en las copas mundiales de Italia, en 1990, y de Estados Unidos, en 1994.
Marcó un total de 253 goles en 763 partidos, convirtiéndose en el defensa más goleador de la historia.

## Trayectoria como director técnico
Inicios

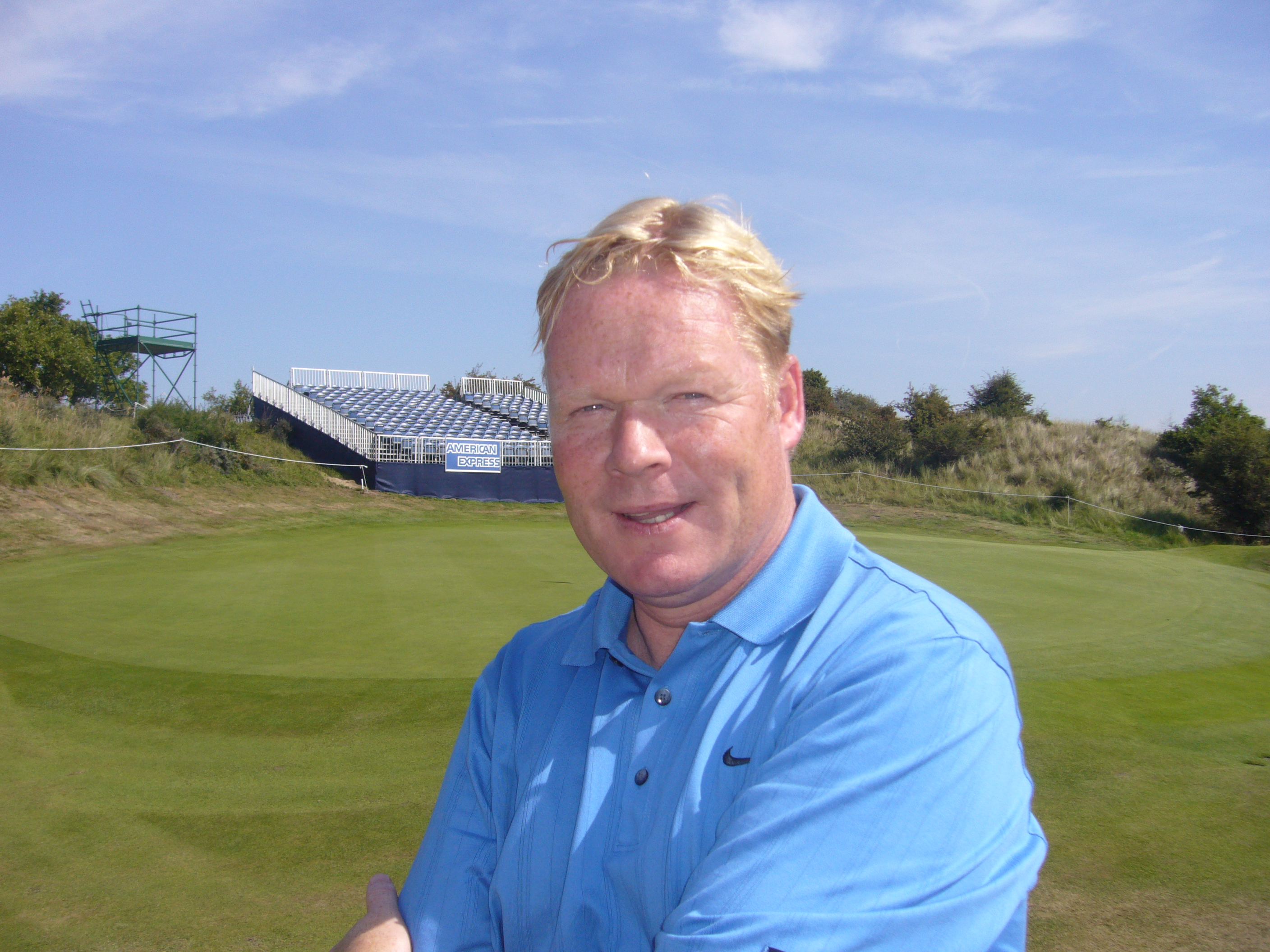
Koeman en 2009

Una vez retirado como futbolista, Ronald Koeman inició su carrera como director técnico. En la temporada 1997-1998 formó parte del cuerpo técnico de la selección neerlandesa de fútbol, junto a otras leyendas del fútbol neerlandés como Johan Neeskens y Frank Rijkaard. Dirigidos por Guus Hiddink, disputaron la Copa Mundial de Fútbol de 1998, quedando en cuarto lugar.
Empezó la temporada 1998-99 formando parte del cuerpo técnico del F. C. Barcelona, dirigido por Louis van Gaal, ejerciendo de coordinador entre el filial y el primer equipo. En su segunda temporada, ya como entrenador del filial del Barcelona, Koeman firmó como primer entrenador del Vitesse Arnhem el 29 de noviembre de 1999, en sustitución de Herbert Neumann.
Ajax
En diciembre de 2001, dejó el Vitesse para fichar por el Ajax de Ámsterdam tras el despido de Co Adriaanse como entrenador del equipo ajacied. La llegada de Koeman se tradujo automáticamente en éxitos para el club: campeón de la Eredivisie y Copa de la Liga 2001-2002. La siguiente temporada, tras el doblete, el equipo comenzó bien, pero en la Eredivisie acabaron terceros, a 22 puntos del ganador, el PSV. A pesar de ello, el equipo volvería a proclamarse campeón de la Eredivisie en la temporada 2003-2004.
En junio de 2003, recibió una oferta del recién elegido nuevo presidente del F. C. Barcelona, Joan Laporta, para convertirse en el primer entrenador del club blaugrana. Ajax y Barcelona no se pusieron de acuerdo en las cifras del traspaso y Koeman continuó entrenando en Ámsterdam. En febrero de 2005, dimitió como entrenador del equipo ajacied, tras varios desacuerdos con Louis van Gaal (director deportivo del equipo) y ante los malos resultados cosechados en la Liga de Campeones.
Benfica
Koeman fue presentado en el verano de 2005 como nuevo entrenador del Sport Lisboa e Benfica de Portugal para la temporada 2005-06. Los resultados en la liga portuguesa no fueron los deseados -el equipo no se clasificó para la Liga de Campeones-. En cambio, el equipo lisboeta alcanzó los cuartos de final de la Liga de Campeones 2005-2006, siendo derrotados por el futuro ganador del torneo, el F. C. Barcelona.
PSV Eindhoven
En mayo de 2006, Ronald renunció a su segundo año de contrato con el Benfica y anunció su fichaje como entrenador del PSV Eindhoven, volviendo así al fútbol de los Países Bajos. Ocupó el puesto vacante que dejó Guus Hiddink, el cual acababa de firmar como entrenador de la selección de fútbol de Rusia. En el PSV logró la liga neerlandesa en la última jornada de la temporada 2006-2007, a expensas de sus rivales más cercanos: el AZ Alkmaar y el Ajax. Koeman se convirtió en el segundo entrenador en ganar la Eredivisie con dos clubes distintos, tal y como lo había hecho Leo Beenhakker (1980 y 1990, con el Ajax; 1999, con el Feyenoord).
Valencia
El día 31 de octubre de 2007, Koeman se comprometió como nuevo entrenador del Valencia CF, sustituyendo así a Óscar Fernández, el cual había sido entrenador en funciones desde la destitución de Quique Sánchez Flores. Significaba su vuelta a la liga española y su estreno en ella como entrenador. A pesar de llegar con vitola de ganador al club che, su regreso a La Liga fue convulso. Decidió tomar una serie de medidas drásticas para dar un giro completo a la planificación deportiva del club, comenzando por no contar con los veteranos Santiago Cañizares, David Albelda y Miguel Ángel Angulo y apostar por jóvenes jugadores como Joaquín Sanchez, Éver Banega, Hedwiges Maduro, Juan Mata. Tras varios meses con la afición en su contra, pidiendo que abandonara el club -el equipo estuvo todo el año en la parte baja de la tabla, luchando por eludir los puestos de descenso-, consiguió ganar la Copa del Rey (la séptima del club valenciano), derrotando al Getafe Club de Fútbol por 3-1 en la final. Tras una derrota humillante en San Mamés por 5-1, fue destituido como entrenador del conjunto valencianista el 21 de abril de 2008.
AZ Alkmaar
Tras la irregular experiencia en Valencia, en el verano de 2009 asumió el cargo de entrenador del AZ Alkmaar, equipo que la temporada anterior había sido campeón de la Liga de los Países Bajos con Louis van Gaal. El 5 de diciembre de ese mismo año, el club neerlandés prescindió de sus servicios debido a los malos resultados cosechados hasta la fecha, dejando al club último en su grupo de la UEFA Champions League y sexto en la Eredivisie, a 16 puntos del líder. En su último partido como entrenador del AZ, disputado en el AFAS Stadion de Alkmaar, cayó derrotado por 1-2 frente al SBV Vitesse.
Feyenoord
El 21 de julio de 2011, fue elegido como nuevo entrenador del Feyenoord tras la destitución del anterior entrenador, Mario Been. Llevó al equipo al subcampeonato en la liga neerlandesa (el año anterior habían acabado en décima posición) y renovó su contrato con el club. El 1 de febrero de 2014, anunció que dejará el Feyenoord al terminar la temporada 2013-14. El equipo acabó obteniendo de nuevo el subcampeonato.
Southampton
El 16 de junio de 2014, el Southampton confirmó a Koeman como nuevo técnico. En su estreno en la Premier League y a pesar del elevado listón que dejó su antecesor (Mauricio Pochettino), Koeman tuvo un buen comienzo de temporada con los Saints, situándose como segundo clasificado en la Premier League tras 5 jornadas y concluyendo la primera vuelta en la cuarta posición. Sin embargo, en la segunda vuelta no pudo mantener el ritmo y terminó séptimo (fuera de las competiciones europeas). El triunfo del Arsenal en la FA Cup permitió que el Southampton obtuviera plaza de Liga Europa para la temporada 2015-2016.
Su segunda temporada en el equipo inglés -2015/2016- comenzó de forma negativa al caer eliminado por el FC Midtjylland en la eliminatoria de acceso a la Europa League. No mejoraron sus resultados en la Premier League. Durante las primeras jornadas del campeonato llegó a ocupar puestos de descenso. No obstante, los Saints reaccionaron y finalizaron la primera vuelta del campeonato en 12.º puesto. Acabaron la temporada en sexto lugar, obteniendo por méritos propios el billete para participar en la Liga Europa.
Everton
El 14 de junio de 2016, el Everton anunció la contratación de Koeman tras pagar 6,3 millones de euros al Southampton para hacerse con sus servicios. Bajo su dirección, el conjunto toffee protagonizó un buen comienzo de temporada, llegando a ocupar el segundo puesto después de cinco jornadas en la Premier League 2016-17. Finalmente, el rendimiento del equipo cayó hasta terminar el campeonato en la séptima posición.
La temporada 2017-2018 comenzó mal para el equipo, ocupando la decimoctava posición en Premier League y habiendo obtenido un punto en tres encuentros de la Liga Europa. El equipo invirtió 160 millones en fichajes aquel año -Klaasen, Sandro, Pickford, Keane, Rooney, Martina, Sigurdsson-. A pesar de ello, la venta de Romelu Lukaku al Manchester United afectó claramente al rendimiento del equipo, por lo que tras los malos resultados iniciales Ronald Koeman fue despedido el 23 de octubre de 2017.
Selección de los Países Bajos
El 6 de febrero de 2018, fue presentado como nuevo seleccionador de Países Bajos, firmando un contrato de cuatro años, hasta la Copa Mundial de fútbol de Catar de 2022. El 9 de junio de 2019, la selección neerlandesa terminó subcampeona de la Liga de las Naciones 2018-19 tras perder la final 1-0 con la selección de Portugal. El 16 de noviembre, la selección neerlandesa se clasificó para la Eurocopa 2020 y volvió a las grandes justas tras cinco años de ausencia gracias a su empate 0-0 en Belfast contra la selección de Irlanda del Norte. El 19 de agosto de 2020, la Real Asociación Neerlandesa de Fútbol informó que Ronald dejaba el cargo de seleccionador neerlandés. Todo parecía indicar que el técnico de 57 años asumiría el banquillo del F. C. Barcelona.
F. C. Barcelona
El 19 de agosto de 2020, fue confirmado por el F. C. Barcelona como nuevo entrenador hasta junio de 2022. El 27 de septiembre el Barça debutó oficialmente en la temporada con victoria 4-0 ante el Villarreal C. F. El 24 de octubre, el Barcelona perdió el clásico 1-3 ante el Real Madrid en el Camp Nou por la 7.ª jornada de Liga 2020-21. El 5 de diciembre, el Barcelona cayó 2-1 ante el Cádiz C. F. en la 10.ª jornada, certificando el peor inicio liguero desde 1987 (33 años), situándose a 12 puntos del líder de la clasificación.
El 17 de enero de 2021, el Barça perdió la Supercopa de España tras caer 2-3 con el Athletic Club en el Estadio de La Cartuja. Cabe señalar que tras la derrota 2-1 ante el Cádiz C. F. gran parte de la afición pidió la destitución de Koeman, pero el desgobierno institucional en el que se encontraba el club, administrado por una junta gestora, impidió cualquier medida contra el entrenador. El 10 de marzo el Barça terminó eliminado de la Champions en octavos de final tras empatar 1-1 con el Paris Saint-Germain en París, ya que en el partido de ida el equipo francés había ganado 1-4. El 17 de abril, el Barça se consagró campeón de la Copa del Rey 2021 tras derrotar al Athletic Club en la final, con lo que el neerlandés se convirtió en uno de los 36 entrenadores que hasta ese momento habían ganado al menos un título con el Barcelona. Finalmente, tras el mal comienzo y la incapacidad ante los grandes, el Barcelona se quedó sin opciones de ganar la Liga 2020-21, quedando en la tercera posición y con la puntuación más baja desde 2008.
Antes del comienzo de la temporada 2021-22, se especulaba con la posible salida del entrenador, debido al pobre juego mostrado durante gran parte de la temporada, sin que los resultados acompañasen. Sin embargo, el 3 de junio, el presidente Laporta confirmó a Koeman para la siguiente temporada tras un periodo de reflexión buscando unificar criterios en cuanto al ADN histórico del club. El 15 de agosto, el FC Barcelona de Ronald Koeman arrancó oficialmente la temporada 21/22 con victoria sobre la Real Sociedad. El 14 de septiembre el Barcelona empezó la Champions perdiendo como local 0-3 con el Bayern Múnich. Después del duro debut europeo, reiteró la necesidad de realizar cambios en la plantilla, acción que en su periodo se volvió algo recurrente. El Barça sufrió otro varapalo tras caer 3-0 con el Benfica en Champions, Koeman tomó decisiones que detonaron a su equipo. Laporta se agarra a Koeman y Piqué asume: "Jugaríamos tres horas sin marcar un gol". El Barça volvió a caer 1-2 con el Real Madrid por Liga llegando a 4 partidos sin vencer en el clásico, con 4 derrotas últimas seguidas. Koeman encadenó tres derrotas consecutivas contra el Madrid como no sucedía hace 85 años para el club azulgrana, estadística estremecedora.
Después de la derrota, la afición azulgrana en una abultada mayoría volvió a pedir la destitución de Koeman, e inclusive, aficionados en los aledaños del Camp Nou le pidieron que diera un paso al costado. El 27 de octubre de 2021, después de una derrota por 1-0 contra el Rayo Vallecano, finalmente Koeman fue despedido. Durante esta temporada, nunca consiguió ganar un partido fuera de casa.
Selección de los Países Bajos
El 6 de abril de 2022, se confirmó que Koeman volvería a dirigir a la selección neerlandesa después del Mundial de Catar 2022. Fue presentado oficialmente el 23 de enero del 2023.

## Estadísticas

### Clubes
Actualizado a fin de carrera deportiva.
| F. C. Groningen · Países Bajos | 1980-81       | 1.ª           | 24  | 4   | 3  | 2  | —  | —  | 27  | 6   | 0.22 |
| F. C. Groningen · Países Bajos | 1981-82       | 1.ª           | 33  | 14  | 1  | —  | —  | —  | 34  | 14  | 0.41 |
| F. C. Groningen · Países Bajos | 1982-83       | 1.ª           | 33  | 14  | 4  | —  | —  | —  | 37  | 14  | 0.38 |
| F. C. Groningen · Países Bajos | Total club    | Total club    | 90  | 32  | 8  | 2  | 0  | 0  | 98  | 34  | 0.35 |
| A. F. C. Ajax · Países Bajos   | 1983-84       | 1.ª           | 32  | 7   | 4  | 2  | 2  | —  | 38  | 9   | 0.24 |
| A. F. C. Ajax · Países Bajos   | 1984-85       | 1.ª           | 30  | 9   | 2  | 1  | 4  | 3  | 36  | 13  | 0.36 |
| A. F. C. Ajax · Países Bajos   | 1985-86       | 1.ª           | 32  | 7   | 6  | 1  | 2  | —  | 40  | 8   | 0.20 |
| A. F. C. Ajax · Países Bajos   | Total club    | Total club    | 94  | 23  | 12 | 4  | 8  | 3  | 114 | 30  | 0.26 |
| P. S. V. · Países Bajos        | 1986-87       | 1.ª           | 34  | 16  | 3  | 3  | 2  | —  | 39  | 19  | 0.49 |
| P. S. V. · Países Bajos        | 1987-88       | 1.ª           | 32  | 21  | 6  | 4  | 8  | 1  | 46  | 26  | 0.57 |
| P. S. V. · Países Bajos        | 1988-89       | 1.ª           | 32  | 14  | 6  | 1  | 7  | 3  | 45  | 18  | 0.40 |
| P. S. V. · Países Bajos        | Total club    | Total club    | 98  | 51  | 15 | 8  | 17 | 4  | 130 | 63  | 0.48 |
| F. C. Barcelona · España       | 1989-90       | 1.ª           | 36  | 14  | 7  | 4  | 5  | 1  | 48  | 19  | 0.40 |
| F. C. Barcelona · España       | 1990-91       | 1.ª           | 21  | 6   | 4  | 2  | 7  | 4  | 32  | 12  | 0.38 |
| F. C. Barcelona · España       | 1991-92       | 1.ª           | 35  | 16  | 3  | —  | 11 | 1  | 49  | 17  | 0.35 |
| F. C. Barcelona · España       | 1992-93       | 1.ª           | 33  | 11  | 4  | —  | 6  | —  | 43  | 11  | 0.26 |
| F. C. Barcelona · España       | 1993-94       | 1.ª           | 35  | 11  | 3  | —  | 12 | 8  | 50  | 19  | 0.38 |
| F. C. Barcelona · España       | 1994-95       | 1.ª           | 32  | 9   | 2  | —  | 8  | 1  | 42  | 10  | 0.24 |
| F. C. Barcelona · España       | Total club    | Total club    | 192 | 67  | 23 | 6  | 49 | 15 | 264 | 88  | 0.33 |
| Feyenoord · Países Bajos       | 1995-96       | 1.ª           | 31  | 10  | 4  | 1  | 7  | 3  | 42  | 14  | 0.33 |
| Feyenoord · Países Bajos       | 1996-97       | 1.ª           | 30  | 9   | 2  | —  | 5  | —  | 37  | 9   | 0.24 |
| Feyenoord · Países Bajos       | Total club    | Total club    | 61  | 19  | 6  | 1  | 12 | 3  | 79  | 23  | 0.29 |
| Total carrera                  | Total carrera | Total carrera | 535 | 192 | 64 | 21 | 86 | 25 | 685 | 238 | 0.35 |
| 1. 2. 3.                       |               |               |     |     |    |    |    |    |     |     |      |

### Entrenador

##### Clubes
| Equipo                        | Div.         | Temporada    | Liga | Liga | Liga | Liga | Liga |    | Copa | Copa | Copa | Copa |    | Internacional | Internacional | Internacional | Internacional | Internacional |   | Otros | Otros | Otros | Otros |     | Totales     | Totales | Totales | Totales | Totales | Totales | Totales | Totales |
| Equipo                        | Div.         | Temporada    | PD   | G    | E    | P    | Pos. | PD | G    | E    | P    | PD   | G  | E             | P             | Pos.          | PD            | G             | E | P     | PD    | G     | E     | P   | Rendimiento | GF      | GC      | Dif.    |         |         |         |         |
| ----------------------------- | ------------ | ------------ | ---- | ---- | ---- | ---- | ---- | -- | ---- | ---- | ---- | ---- | -- | ------------- | ------------- | ------------- | ------------- | ------------- | - | ----- | ----- | ----- | ----- | --- | ----------- | ------- | ------- | ------- | ------- | ------- | ------- | ------- |
| Vitesse Arnhem · Países Bajos | 1.ª          | 1999-00      | 16   | 9    | 4    | 3    | 4.º  | 3  | 2    | 0    | 1    | -    | -  | -             | -             | -             | -             | -             | - | -     | 19    | 11    | 4     | 4   | 64.91%      | 35      | 17      | +18     |         |         |         |         |
| Vitesse Arnhem · Países Bajos | 1.ª          | 2000-01      | 34   | 16   | 11   | 7    | 6.º  | 3  | 2    | 1    | 0    | 4    | 1  | 2             | 1             | 2.ªR          | -             | -             | - | -     | 41    | 19    | 14    | 8   | 57.72%      | 65      | 48      | +17     |         |         |         |         |
| Vitesse Arnhem · Países Bajos | 1.ª          | 2001-02      | 15   | 7    | 5    | 3    | Inc. | 4  | 3    | 0    | 1    | -    | -  | -             | -             | -             | -             | -             | - | -     | 19    | 10    | 5     | 4   | 61.4%       | 32      | 12      | +20     |         |         |         |         |
| Vitesse Arnhem · Países Bajos | Total        | Total        | 65   | 32   | 20   | 13   | -    | 10 | 7    | 1    | 2    | 4    | 1  | 2             | 1             | -             | -             | -             | - | -     | 79    | 40    | 23    | 16  | 60.33%      | 132     | 77      | +55     |         |         |         |         |
| Ajax · Países Bajos           | 1.ª          | 2001-02      | 20   | 13   | 5    | 2    | 1.º  | 4  | 4    | 0    | 0    | -    | -  | -             | -             | -             | -             | -             | - | -     | 24    | 17    | 5     | 2   | 77.77%      | 56      | 21      | +35     |         |         |         |         |
| Ajax · Países Bajos           | 1.ª          | 2002-03      | 34   | 26   | 5    | 3    | 2.º  | 3  | 2    | 0    | 1    | 14   | 3  | 8             | 3             | 1/4           | 1             | 1             | 0 | 0     | 52    | 32    | 13    | 7   | 69.87%      | 118     | 48      | +70     |         |         |         |         |
| Ajax · Países Bajos           | 1.ª          | 2003-04      | 34   | 25   | 5    | 4    | 1.º  | 1  | 0    | 0    | 1    | 8    | 3  | 1             | 4             | FG            | -             | -             | - | -     | 43    | 28    | 6     | 9   | 69.77%      | 88      | 41      | +47     |         |         |         |         |
| Ajax · Países Bajos           | 1.ª          | 2004-05      | 22   | 14   | 5    | 3    | Inc. | 1  | 1    | 0    | 0    | 8    | 2  | 1             | 5             | 1/16          | 1             | 0             | 0 | 1     | 32    | 17    | 6     | 9   | 59.38%      | 60      | 37      | +23     |         |         |         |         |
| Ajax · Países Bajos           | Total        | Total        | 110  | 78   | 20   | 12   | -    | 9  | 7    | 0    | 2    | 30   | 8  | 10            | 12            | -             | 2             | 1             | 0 | 1     | 151   | 94    | 30    | 27  | 68.87%      | 322     | 147     | +175    |         |         |         |         |
| SL Benfica Portugal           | 1.ª          | 2005-06      | 34   | 20   | 7    | 7    | 3.º  | 4  | 2    | 1    | 1    | 10   | 4  | 3             | 3             | 1/4           | 1             | 1             | 0 | 0     | 49    | 27    | 11    | 11  | 62.58%      | 64      | 38      | +26     |         |         |         |         |
| SL Benfica Portugal           | Total        | Total        | 34   | 20   | 7    | 7    | -    | 4  | 2    | 1    | 1    | 10   | 4  | 3             | 3             | -             | 1             | 1             | 0 | 0     | 49    | 27    | 11    | 11  | 62.58%      | 64      | 38      | +26     |         |         |         |         |
| PSV Eindhoven · Países Bajos  | 1.ª          | 2006-07      | 34   | 23   | 6    | 5    | 1.º  | 4  | 3    | 0    | 1    | 10   | 4  | 2             | 4             | 1/4           | 1             | 0             | 0 | 1     | 49    | 30    | 8     | 11  | 66.66%      | 93      | 44      | +49     |         |         |         |         |
| PSV Eindhoven · Países Bajos  | 1.ª          | 2007-08      | 9    | 7    | 1    | 1    | Inc. | 1  | 0    | 1    | 0    | 3    | 1  | 1             | 1             | Inc.          | 1             | 0             | 0 | 1     | 14    | 8     | 3     | 3   | 64.28%      | 25      | 10      | +15     |         |         |         |         |
| PSV Eindhoven · Países Bajos  | Total        | Total        | 43   | 30   | 7    | 6    | -    | 5  | 3    | 1    | 1    | 13   | 5  | 3             | 5             | -             | 2             | 0             | 0 | 2     | 63    | 38    | 11    | 14  | 66.14%      | 118     | 54      | +64     |         |         |         |         |
| Valencia · España             | 1.ª          | 2007-08      | 22   | 4    | 6    | 12   | Inc. | 9  | 7    | 1    | 1    | 3    | 0  | 2             | 1             | FG            | -             | -             | - | -     | 34    | 11    | 9     | 14  | 41.17%      | 38      | 47      | -9      |         |         |         |         |
| Valencia · España             | Total        | Total        | 22   | 4    | 6    | 12   | -    | 9  | 7    | 1    | 1    | 3    | 0  | 2             | 1             | -             | -             | -             | - | -     | 34    | 11    | 9     | 14  | 41.17%      | 38      | 47      | -9      |         |         |         |         |
| AZ Alkmaar · Países Bajos     | 1.ª          | 2009-10      | 16   | 8    | 1    | 7    | Inc. | 2  | 2    | 0    | 0    | 5    | 0  | 3             | 2             | Inc.          | 1             | 1             | 0 | 0     | 24    | 11    | 4     | 9   | 51.39%      | 44      | 30      | +14     |         |         |         |         |
| AZ Alkmaar · Países Bajos     | Total        | Total        | 16   | 8    | 1    | 7    | -    | 2  | 2    | 0    | 0    | 5    | 0  | 3             | 2             | -             | 1             | 1             | 0 | 0     | 24    | 11    | 4     | 9   | 51.39%      | 44      | 30      | +14     |         |         |         |         |
| Feyenoord · Países Bajos      | 1.ª          | 2011-12      | 34   | 21   | 7    | 6    | 2.º  | 2  | 1    | 0    | 1    | -    | -  | -             | -             | -             | -             | -             | - | -     | 36    | 22    | 7     | 7   | 67.59%      | 75      | 39      | +36     |         |         |         |         |
| Feyenoord · Países Bajos      | 1.ª          | 2012-13      | 34   | 21   | 6    | 7    | 3.º  | 4  | 2    | 1    | 1    | 4    | 0  | 1             | 3             | 4.ªR          | -             | -             | - | -     | 42    | 23    | 8     | 11  | 61.11%      | 77      | 51      | +26     |         |         |         |         |
| Feyenoord · Países Bajos      | 1.ª          | 2013-14      | 34   | 20   | 7    | 7    | 2.º  | 4  | 2    | 1    | 1    | 2    | 0  | 0             | 2             | 4.ªR          | -             | -             | - | -     | 40    | 22    | 8     | 10  | 61.67%      | 85      | 47      | +38     |         |         |         |         |
| Feyenoord · Países Bajos      | Total        | Total        | 102  | 62   | 20   | 20   | -    | 10 | 5    | 2    | 3    | 6    | 0  | 1             | 5             | -             | -             | -             | - | -     | 118   | 67    | 23    | 28  | 63.28%      | 237     | 137     | +100    |         |         |         |         |
| Southampton Inglaterra        | 1.ª          | 2014-15      | 38   | 18   | 6    | 14   | 7.º  | 7  | 4    | 1    | 2    | -    | -  | -             | -             | -             | -             | -             | - | -     | 45    | 22    | 7     | 16  | 54.08%      | 65      | 41      | +24     |         |         |         |         |
| Southampton Inglaterra        | 1.ª          | 2015-16      | 38   | 18   | 9    | 11   | 6.º  | 4  | 2    | 0    | 2    | 4    | 2  | 1             | 1             | 4.ªR          | -             | -             | - | -     | 46    | 22    | 10    | 14  | 55.08%      | 75      | 52      | +23     |         |         |         |         |
| Southampton Inglaterra        | Total        | Total        | 76   | 36   | 15   | 25   | -    | 11 | 6    | 1    | 4    | 4    | 2  | 1             | 1             | -             | -             | -             | - | -     | 91    | 44    | 17    | 30  | 54.58%      | 140     | 93      | +47     |         |         |         |         |
| Everton Inglaterra            | 1.ª          | 2016-17      | 38   | 17   | 10   | 11   | 7.º  | 3  | 1    | 0    | 2    | -    | -  | -             | -             | -             | -             | -             | - | -     | 41    | 18    | 10    | 13  | 52.03%      | 67      | 48      | +19     |         |         |         |         |
| Everton Inglaterra            | 1.ª          | 2017-18      | 9    | 2    | 2    | 5    | Inc. | 1  | 1    | 0    | 0    | 7    | 3  | 2             | 2             | Inc.          | -             | -             | - | -     | 17    | 6     | 4     | 7   | 43.13%      | 18      | 26      | -8      |         |         |         |         |
| Everton Inglaterra            | Total        | Total        | 47   | 19   | 12   | 16   | -    | 4  | 2    | 0    | 2    | 7    | 3  | 2             | 2             | -             | -             | -             | - | -     | 58    | 24    | 14    | 20  | 49.43%      | 85      | 74      | +11     |         |         |         |         |
| Barcelona · España            | 1.ª          | 2020-21      | 38   | 24   | 7    | 7    | 3.º  | 6  | 5    | 0    | 1    | 8    | 5  | 1             | 2             | 1/8           | 2             | 0             | 1 | 1     | 54    | 34    | 9     | 11  | 68.52%      | 122     | 58      | +64     |         |         |         |         |
| Barcelona · España            | 1.ª          | 2021-22      | 10   | 4    | 3    | 3    | Inc. | -  | -    | -    | -    | 3    | 1  | 0             | 2             | Inc.          | -             | -             | - | -     | 13    | 5     | 3     | 5   | 46.15%      | 16      | 17      | -1      |         |         |         |         |
| Barcelona · España            | Total        | Total        | 48   | 28   | 10   | 10   | -    | 6  | 5    | 0    | 1    | 11   | 6  | 1             | 4             | -             | 2             | 0             | 1 | 1     | 67    | 39    | 12    | 16  | 64.18%      | 138     | 75      | +63     |         |         |         |         |
| Total clubes                  | Total clubes | Total clubes | 563  | 317  | 118  | 128  | -    | 70 | 46   | 7    | 17   | 93   | 29 | 28            | 36            | -             | 8             | 3             | 1 | 4     | 734   | 395   | 154   | 185 | 60.8%       | 1318    | 772     | +546    |         |         |         |         |
| 1. 2. 3.                      |              |              |      |      |      |      |      |    |      |      |      |      |    |               |               |               |               |               |   |       |       |       |       |     |             |         |         |         |         |         |         |         |

##### Selección
| Países Bajos        | 2017-18             | -   | -   | -   | -   | -   | -  | -  | - | -  | -  | -  | -  | -  | -   | 6  | 2 | 3 | 1 | 6   | 2   | 3   | 1   | 50%    | 8    | 5   | +3   |
| Países Bajos        | 2018-19             | 6   | 3   | 1   | 2   | 2.º | 8  | 6  | 1 | 1  | -  | -  | -  | -  | -   | -  | - | - | - | 14  | 9   | 2   | 3   | 69.05% | 35   | 13  | +22  |
| Países Bajos        | 2022-23             | 2   | 0   | 0   | 2   | 4.º | 2  | 1  | 0 | 1  | -  | -  | -  | -  | -   | -  | - | - | - | 4   | 1   | 0   | 3   | 25%    | 7    | 11  | -4   |
| Países Bajos        | 2023-24             | -   | -   | -   | -   | -   | 6  | 5  | 0 | 1  | 6  | 3  | 1  | 2  | 1/2 | 4  | 3 | 0 | 1 | 16  | 11  | 1   | 4   | 70.83% | 37   | 12  | +25  |
| Países Bajos        | 2024-25             | 8   | 2   | 5   | 1   | 1/4 | 2  | 2  | 0 | 0  | -  | -  | -  | -  | -   | -  | - | - | - | 10  | 4   | 5   | 1   | 56.67% | 28   | 12  | +16  |
| Países Bajos        | 2025-26             | -   | -   | -   | -   | -   | 0  | 0  | 0 | 0  | -  | -  | -  | -  | -   | 0  | 0 | 0 | 0 | 0   | 0   | 0   | 0   | 0%     | 0    | 0   | +0   |
| Total selección     | Total selección     | 16  | 5   | 6   | 5   | -   | 18 | 14 | 1 | 3  | 6  | 3  | 1  | 2  | -   | 10 | 5 | 3 | 2 | 50  | 27  | 11  | 12  | 61.33% | 115  | 53  | +62  |
| Total en su carrera | Total en su carrera | 579 | 322 | 124 | 133 | -   | 88 | 60 | 8 | 20 | 99 | 32 | 29 | 38 | -   | 18 | 8 | 4 | 6 | 784 | 422 | 165 | 197 | 60.85% | 1433 | 825 | +608 |

#### Resumen por competiciones
| Competición                   | Partidos | Ganados | Empatados | Perdidos | %      | Resultado        |
| Clubes                        | Clubes   | Clubes  | Clubes    | Clubes   | Clubes | Clubes           |
| ----------------------------- | -------- | ------- | --------- | -------- | ------ | ---------------- |
| Eredivisie                    | 336      | 210     | 68        | 58       | 69.25% | Campeón          |
| Copa de los Países Bajos      | 36       | 24      | 4         | 8        | 70.37% | Campeón          |
| Supercopa de los Países Bajos | 5        | 2       | 0         | 3        | 40%    | Campeón          |
| Primeira Liga                 | 34       | 20      | 7         | 7        | 65.68% | 3.er lugar       |
| Copa de Portugal              | 4        | 2       | 1         | 1        | 58.33% | Cuartos de final |
| Supercopa de Portugal         | 1        | 1       | 0         | 0        | 100%   | Campeón          |
| LaLiga                        | 70       | 32      | 16        | 22       | 53.33% | 3.er lugar       |
| Copa del Rey                  | 15       | 12      | 1         | 2        | 82.22% | Campeón          |
| Supercopa de España           | 2        | 0       | 1         | 1        | 16.67% | Subcampeón       |
| Premier League                | 123      | 55      | 27        | 41       | 52.04% | 6.º lugar        |
| FA Cup                        | 5        | 1       | 1         | 3        | 26.67% | Cuarta ronda     |
| EFL Cup                       | 10       | 7       | 0         | 3        | 70%    | Quinta ronda     |
| Liga de Campeones de la UEFA  | 72       | 22      | 22        | 28       | 40.75% | Cuartos de final |
| Liga Europea de la UEFA       | 21       | 7       | 6         | 8        | 42.85% | Fase de grupos   |
| Total clubes                  | 734      | 395     | 154       | 185      | 60.8%  | 9 Títulos        |
| Selección                     |          |         |           |          |        |                  |
| Liga de Naciones              | 16       | 5       | 6         | 5        | 43.75% | Subcampeón       |
| Clasificatorias Mundial       | 2        | 2       | 0         | 0        | 100%   | En disputa       |
| Clasificatorias Eurocopa      | 16       | 12      | 1         | 3        | 77.08% | Clasificado      |
| Mundial                       | 0        | 0       | 0         | 0        | 0%     | En disputa       |
| Eurocopa                      | 6        | 3       | 1         | 2        | 55.56% | Semifinales      |
| Amistosos                     | 10       | 5       | 3         | 2        | 60%    | +5 PG            |
| Total selección               | 50       | 27      | 11        | 12       | 61.33% | Sin Títulos      |
| Total en su carrera           | 784      | 422     | 165       | 197      | 60.85% | 9 Títulos        |

## Palmarés

### Como jugador

#### Campeonatos nacionales
| Título                     | Club            | País         | Año     |
| -------------------------- | --------------- | ------------ | ------- |
| Eredivisie                 | Ajax Ámsterdam  | Países Bajos | 1984-85 |
| Copa de los Países Bajos   | Ajax Ámsterdam  | Países Bajos | 1985-86 |
| Eredivisie                 | PSV Eindhoven   | Países Bajos | 1986-87 |
| Eredivisie                 | PSV Eindhoven   | Países Bajos | 1987-88 |
| Copa de los Países Bajos   | PSV Eindhoven   | Países Bajos | 1987-88 |
| Eredivisie                 | PSV Eindhoven   | Países Bajos | 1988-89 |
| Copa de los Países Bajos   | PSV Eindhoven   | Países Bajos | 1988-89 |
| Copa del Rey               | F. C. Barcelona | España       | 1989-90 |
| Primera División de España | F. C. Barcelona | España       | 1990-91 |
| Supercopa de España        | F. C. Barcelona | España       | 1991    |
| Primera División de España | F. C. Barcelona | España       | 1991-92 |
| Supercopa de España        | F. C. Barcelona | España       | 1992    |
| Primera División de España | F. C. Barcelona | España       | 1992-93 |
| Primera División de España | F. C. Barcelona | España       | 1993-94 |
| Supercopa de España        | F. C. Barcelona | España       | 1994    |

#### Campeonatos internacionales
| Título              | Club (*)                                | Sede             | Año     |
| ------------------- | --------------------------------------- | ---------------- | ------- |
| Copa de Europa      | PSV Eindhoven                           | Stuttgart        | 1987-88 |
| Eurocopa            | Selección de fútbol de los Países Bajos | Alemania Federal | 1988    |
| Copa de Europa      | F. C. Barcelona                         | Londres          | 1991-92 |
| Supercopa de Europa | F. C. Barcelona                         | España           | 1992    |

### Como entrenador

#### Campeonatos nacionales
| Título                        | Club            | País         | Año     |
| ----------------------------- | --------------- | ------------ | ------- |
| Eredivisie                    | Ajax Ámsterdam  | Países Bajos | 2001-02 |
| Copa de los Países Bajos      | Ajax Ámsterdam  | Países Bajos | 2001-02 |
| Supercopa de los Países Bajos | Ajax Ámsterdam  | Países Bajos | 2002    |
| Eredivisie                    | Ajax Ámsterdam  | Países Bajos | 2003-04 |
| Supercopa de Portugal         | Benfica         | Portugal     | 2005    |
| Eredivisie                    | PSV Eindhoven   | Países Bajos | 2006-07 |
| Copa del Rey                  | Valencia C. F.  | España       | 2007-08 |
| Supercopa de los Países Bajos | AZ Alkmaar      | Países Bajos | 2009    |
| Copa del Rey                  | F. C. Barcelona | España       | 2020-21 |